# Kenia en los Juegos Olímpicos de Río de Janeiro 2016
Kenia estuvo representada en los Juegos Olímpicos de Río de Janeiro 2016 por un total de 89 deportistas que compitieron en 7 deportes. Responsable del equipo olímpico es el Comité Olímpico Nacional de Kenia, así como las federaciones deportivas nacionales de cada deporte con participación.
La portadora de la bandera en la ceremonia de apertura fue la tiradora con arco Shehzana Anwar.

## Medallistas
El equipo olímpico de Kenia obtuvo las siguientes medallas:
| Nombre                  | Deporte   | Competición         |
| ----------------------- | --------- | ------------------- |
| Oro                     |           |                     |
| David Rudisha           | Atletismo | 800 m M             |
| Conseslus Kipruto       | Atletismo | 3000 m obstáculos M |
| Eliud Kipchoge          | Atletismo | Maratón M           |
| Faith Kipyegon          | Atletismo | 1500 F              |
| Vivian Cheruiyot        | Atletismo | 5000 m F            |
| Jemima Sumgong          | Atletismo | Maratón F           |
| Plata                   |           |                     |
| Boniface Mucheru Tumuti | Atletismo | 400 m vallas M      |
| Paul Tanui              | Atletismo | 10 000 m M          |
| Julius Yego             | Atletismo | Jabalina M          |
| Hyvin Jepkemoi          | Atletismo | 3000 m obstáculos F |
| Hellen Onsando Obiri    | Atletismo | 5000 m F            |
| Vivian Cheruiyot        | Atletismo | 10 000 m F          |
| Bronce                  |           |                     |
| Margaret Wambui         | Atletismo | 800 m F             |